# Pequeno basset griffon da Vendeia
A pequeno basset griffon da Vendeia[Nota] (em francês:  petit basset griffon Vendéen) é uma raça classificada como otimista e alerta. É o menor cão entre os bassets da região francesa da Vendéia. Saído do país de origem, tornou-se popular na América do Norte e no Reino Unido como um bom animal de companhia. De adestramento considerado fácil, pode atingir os 18 kg, tem pelagem que requer cuidados mais atentos, os olhos grandes e escuros e as orelhas grandes.